# Cynthia Stone
Cynthia Boyd Stone (* 26. Februar 1926 in Peoria, Illinois; † 26. Dezember 1988 in Miami Beach, Florida), auch bekannt als Cynthia Lemmon, Cynthia Robertson und Cynthia MacDougal, war eine US-amerikanische Fernsehschauspielerin und die jeweils erste Ehefrau der Schauspieler Jack Lemmon und Cliff Robertson.

## Leben und Karriere

### Frühes Leben und Fernsehkarriere
Cynthia Stone wurde 1926 in Peoria, Illinois als Tochter des Bankiers John Boyd Stone und dessen Frau Dorothy Drayton geboren.
In den 1950er und 1960er Jahren hatte sie eine kurze Karriere als Fernsehschauspielerin, in der sie meist als Gastdarstellerin in Serien auftrat. Stone und ihr damaliger Ehemann Jack Lemmon waren gemeinsam in den kurzlebigen Fernsehserien That Wonderful Guy (1949) und Heaven for Betsy (1952) zu sehen. Zudem trat sie in Colgate-Werbespots auf.

### Persönliches Leben und Tod
Am 7. Mai 1950 heiratete sie den Schauspieler Jack Lemmon, mit dem sie 1954 einen Sohn namens Christopher Boyd Lemmon, bekannt als Chris Lemmon, bekam, der heute ebenfalls als Schauspieler und auch als Autor arbeitet. 1956 ließ sich das Paar scheiden. 1957 ging Stone mit dem Schauspieler Cliff Robertson die Ehe ein. Die gemeinsame Tochter Stephanie Robertson wurde 1959 geboren; im selben Jahr ließ das Paar sich ebenfalls scheiden. 1960 heiratete Stone Robert MacDougal III, mit dem sie bis zu ihrem Tod verheiratet blieb.
Stone gründete ein freiwilliges Anti-Drogen-Programm, Concern Unlimited, und war ebenfalls Gründerin und ehemalige Präsidentin des „Coconut Grove Republican Women’s Club“.
Sie starb am 25. Dezember 1988 im Alter von 62 Jahren. Sie wurde in einem Familiengrab auf dem Springdale Cemetery in ihrem Geburtsort Peoria beigesetzt.

## Filmografie

### Fernsehserien
- 1949: That Wonderful Guy (2 Folgen)
- 1952: Heaven for Betsy (13 Folgen)
- 1953: Short Short Dramas (1 Folge)
- 1956: Medic (1 Folge)
- 1956: Cavalcade of America (1 Folge)
- 1956: Celebrity Playhouse (1 Folge)
- 1957: Soldiers of Fortune (1 Folge)
- 1964–1966: Dr. Kildare, auch Stationsarzt Dr. Kildare (10 Folgen)
- 1966: Gefährlicher Alltag (The Felony Squad, 1 Folge)

### Als sie selbst
- 1949: Hollywood Screen Test (1 Folge)
- 1951: The Ad-Libbers (5 Folgen)
- 1951–1952: The Frances Langford/Don Ameche Show (11 Folgen)